# Shendābād
Shendābād (persiska: شيندِوار, شند آباد, شِند آباد) är en ort i Iran.   Den ligger i provinsen Östazarbaijan, i den nordvästra delen av landet, 600 km nordväst om huvudstaden Teheran. Shendābād ligger 1 308 meter över havet och antalet invånare är 8 797.
Terrängen runt Shendābād är platt söderut, men norrut är den kuperad. Terrängen runt Shendābād sluttar söderut.Runt Shendābād är det ganska tätbefolkat, med 56 invånare per kvadratkilometer. Närmaste större samhälle är Shabestar, 7,6 km nordost om Shendābād. Trakten runt Shendābād består i huvudsak av gräsmarker.